# Anopsicus tico
Anopsicus tico är en spindelart som beskrevs av Huber 1998. Anopsicus tico ingår i släktet Anopsicus och familjen dallerspindlar.
Artens utbredningsområde är Costa Rica. Inga underarter finns listade i Catalogue of Life.